# Cosmas von Prag

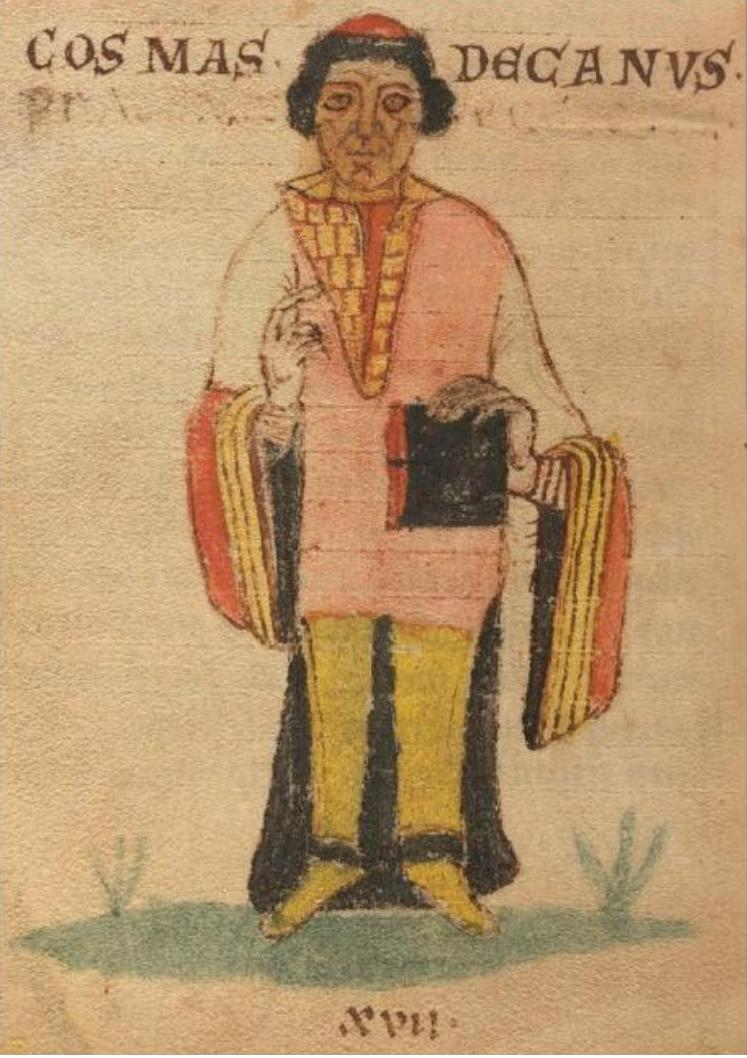
Kosmas von Prag. Abbildung aus dem Leipziger Manuskript der Chronica Boemorum, Ende 12. Jahrhundert.

Cosmas von Prag (auch Kosmas von Prag; tschechisch Kosmas, lateinisch Cosmas Pragensis; * um 1045 in Zdice; † 21. Oktober 1125) war der erste und bedeutendste böhmische Chronist des Mittelalters.

## Leben
Cosmas entstammte vermutlich einer wohlhabenden Prager Familie, aus der zahlreiche Priester hervorgegangen sind. Sein Geburtsjahr ist nicht bekannt. Nach der Ausbildung in Prag studierte er 1075–1086 Grammatik und Dialektik bei Magister Franko in Lüttich. Er war mit Božetěcha verheiratet und hatte einen Sohn namens Heinrich. In manchen Quellen wird vermutet, der Sohn sei identisch mit dem Olmützer Bischof Heinrich Zdik.
Nach seiner Rückkehr aus Lüttich wurde Cosmas Kanoniker am Prager Domkapitel. Ende des Jahres 1091 begleitete er die neugewählten Bischöfe Cosmas von Prag und Andreas von Olmütz zur königlichen Investitur nach Mantua. Die Namensgleichheit mit dem Prager Bischof ist zufällig; sie führte jedoch dazu, dass der Bischof Cosmas und der Chronist Cosmas in den Quellen mehrfach verwechselt wurden. 1094 begleitete Cosmas die beiden vorgenannten Bischöfe auch zur Bischofsweihe nach Mainz.
1099 hielt er sich mit dem Prager Bischof Hermann in Ungarn auf. Dort lernte er den Graner Erzbischof Seraphim kennen. Von diesem empfing Cosmas, obwohl er verheiratet war, die Priesterweihe. Das war grundsätzlich möglich, wenn er nicht mehr mit seiner Frau zusammenlebte und den Zölibat einhielt, der zudem erst 1139 auf dem Zweiten Laterankonzil verbindlich durchgesetzt wurde.
Für das Prager Domkapitel führte Cosmas 1110 Verhandlungen mit dem mährischen Teilfürsten Otto II., bei denen es um ein Marktrecht ging. Für 1119 ist er als Dekan des Prager Domkapitels nachgewiesen.

## Werk
Bis heute bekannt ist Cosmas, der zu den intellektuell bedeutsamen Persönlichkeiten Böhmens gehörte, durch die von ihm ab 1119 verfasste Chronica Boemorum, die in drei Bänden die Geschichte Böhmens bis zu Cosmas Tod 1125 umfasst. Mit der Chronik wurde das bis heute maßgebende Geschichtsbild der böhmischen Frühzeit geprägt.
- lateinische Ausgabe: Bertold Bretholz und Wilhelm Weinberger (Hrsg.): Scriptores rerum Germanicarum, Nova series 2: Die Chronik der Böhmen des Cosmas von Prag (Cosmae Pragensis Chronica Boemorum). Berlin 1923 (Monumenta Germaniae Historica, Digitalisat)
- deutsche Ausgabe: Des Dekanus Cosmas Chronik von Böhmen nach der Ausgabe der Monumenta Germaniae übersetzt von Georg Grandaur. Duncker, Leipzig 1885 (Digitalisat im Internet Archive)
  - Cosmas von Prag: Die Chronik Böhmens. In Anlehnung an die Übertragung von Georg Grandaur neu übersetzt und eingeleitet von Franz Huf, 2 Bände, Phaidon, Essen 1987, ISBN 3-88851-116-X.
- englische Ausgabe: Cosmas of Prague: The chronicle of the Czechs. Translated with an introduction and notes by Lisa Wolverton, Washington D.C. 2009, ISBN 978-0-8132-1570-9.